# 월터페르헤이엔겨울잠쥐
월터페르헤이엔겨울잠쥐(Graphiurus walterverheyeni)는 겨울잠쥐과에 속하는 설치류의 일종이다. 2009년에 처음 기술되었다. 콩고민주공화국의 콩고 강 유역에서 그리 멀지 않은 곳에서 2마리의 개체(암컷과 수컷)가 발견되었다. 몸 구조와 털 색은 옌팅크겨울잠쥐와 유사하지만, 차이가 나는 부분이 많다. 우선 두개골 구조가 다르며, 월터페르헤이엔겨울잠쥐가 옌팅크겨울잠쥐보다 더 작다.

## 같이 보기
- 월터페르헤이엔쥐
- 월터다이커